# テラスカイ
株式会社テラスカイ（英: TerraSky Co.,Ltd）は、東京都中央区日本橋に本社を置く日本のシステムインテグレータ。

## 概要
テラスカイは2006年に佐藤秀哉がクラウドコンピューティングのシステム開発会社として設立した。クラウド関連サービスを手掛け、2014年にセールスフォース・ドットコムと業務提携を締結。2018年には東京証券取引所一部に上場した。

## 沿革
- 2006年 - 東京都台東区に株式会社ヘッド・ソリューションズを設立[2]。
- 2007年 - 株式会社テラスカイに商号を変更[2]。
- 2008年 - 東京都千代田区へ本社を移転[2]。
- 2012年 - 東京都中央区へ本社を移転[2]。
- 2015年 - 東京証券取引所マザーズに上場[2]。
- 2018年 - 東京証券取引所市場第一部へ市場変更[2]。
- 2024年4月12日 - NTTデータとの間で資本業務提携を締結[7]。

## 受賞
テラスカイ
- Salesforce Japan Partner Award 例年受賞
  - Industry of the Year 及び Emerging Technology of the Year（2024）
  - カスタマーサクセス部門 Best Reviewed Partner of the Year（2023）
  - Regional Best partner of the year (西日本)　、Industry of the Year AppExchange（2022）
  - AppExchange Partner of the Year 2021
- Innovation Partner of the Year 受賞 （Salesforce PARTNER AWARD 2020）
- Best AppExchange Application Partner アワード受賞 （セールスフォース・ドットコム社　PARTNER SUMMIT 2012）
- 2021年 日本テクノロジー Fast 50　8年連続受賞
- デロイトトーマツグループ発表。過去3決算期の収益（売上高）に基づく成長率/順位）
  - 91.2%/50位中41位（2021）
  - 91.2%/50位中32位（2020）
  - 85.56%/50位中43位（2019）
  - 96.19%/50位中40位（2018）
  - 115.56%/50位中28位（2017）
  - 125.55%/50位中25位（2016）
  - 186.10%/50位中28位（2015）
  - 92%/50位中32位（2014）
- IT賞、IT奨励賞 受賞　（公益社団法人企業情報化協会主催）
  - 関西電力送配電株式会社、株式会社関電システムズと連名でIT賞 （マネジメント領域）(2024)
  - 株式会社カインズと連名で、IT賞（2021）
  - 「新しい生活様式」への対応領域において、IT奨励賞（2020）
- パブリッククラウド導入支援サービス部門 ベストサービス5回連続受賞　（日経BP社　クラウドランキング）
- 第6回CSAJアライアンス大賞 優秀賞 （社団法人コンピュータソフトウェア協会）（2009）

製品
- ITreview Grid Award 13回連続受賞 （製品名：mitoco） 
  - チャットボットツール部門 最高位「Leader」 （2024冬/2023夏）
  - グループウェア部門「High Performer」（2025春・夏・冬/2024夏・春・秋・冬/2023夏・春・冬/2022夏・秋）
  - Salesforce拡張機能部門 最高位「Leader」（2023春・冬/2022夏・秋）
- AppExchangeアプリランキング 入賞 （セールスフォース・ジャパンが公開）
  - 製品名：mitoco, クラウドサイン for Salesforce　（2022）

受賞部門
- 中小企業部門 新規導入件数ランキング
- 中小企業部門 売上ランキング
- 大企業部門 新規導入件数ランキング
- 金融・保険業 売上ランキング
- AppExchange サイトカスタマー評価ランキング
- 製品名：mitoco （2021 BEST HIT APP RANKING（総合) (salesforce.com)
- 2021年人気のあったSalesforce AppExchangeアプリランキング
  - 受賞部門
    - 中小企業部門
    - 製造業部門
- 製品名：mitoco （[ランキング]2020年もっとも人気のあったアプリTOP10 - AppExchange (salesforce.com)）
- 2020年人気のあったSalesforce AppExchangeアプリランキング
  - 受賞部門
    - 大企業部門
    - 中小企業部門
- 第15回 ASPIC IoT・AI・クラウドアワード 2021 働き方改革貢献賞 受賞（製品名：mitoco）

## 資格保有者（2025年現在）
Salesforce資格
- Salesforce MVP 　在籍者数：3名在籍
- 認定テクニカルアーキテクト　在籍者数：22名中5名在籍

## 提供番組
- TVCMを放映　（2022.4/9〜6/18（日） 23:15～23:45） →「⿁滅の刃 刀鍛冶の里編」 フジテレビ系列(26局ネット)
- ワールドビジネスサテライト（WBS） （2018） →「厚切りジェイソン」が幹部の会社 東証一部に上場
- 日経CNBC　トップに聞く2023年4月28日(金) 9:45〜10:02
- 日経CNBC　トップに聞く2022年4月21日(木) 9:45〜10:02
- 日経CNBC『昼EXPRESS』　（2015）
- テレビ東京『モーニングサテライト』　（2015）